# Cocathédrale Notre-Dame-aux-Sept-Douleurs de Poprad
La cocathédrale  Notre-Dame-aux-Sept-Douleurs (en slovaque : Konkatedrála Sedembolestnej Panny Márie) est un édifice religieux catholique sis à Poprad en Slovaquie. Connue comme 'cocathédrale' l'église fut construite entre 1939 et 1942.